# Phương Hải
Phương Hải là một xã thuộc huyện Ninh Hải, tỉnh Ninh Thuận, Việt Nam.

## Địa lý
Xã Phương Hải nằm ở phía bắc huyện Ninh Hải, có vị trí địa lý:
- Phía đông và phía nam giáp xã Tri Hải
- Phía tây giáp xã Tân Hải
- Phía bắc giáp huyện Thuận Bắc.

Xã có diện tích 10,94 km², dân số năm 2019 là 6.356 người, mật độ dân số đạt 581 người/km².

## Lịch sử
Sau năm 1975, địa bàn xã Phương Hải hiện nay là một phần xã Cát Hải thuộc huyện Ninh Hải.
Ngày 13 tháng 3 năm 1979, Hội đồng Chính phủ ban hành Quyết định số 104-CP. Theo đó, đổi tên xã Cát Hải thành xã Phương Hải.
Ngày 7 tháng 7 năm 2005, Chính phủ ban hành Nghị định 84/2005/NĐ-CP. Theo đó, thành lập xã Bắc Sơn trên cơ sở 6.280 ha diện tích tự nhiên, 5.954 người của xã Phương Hải và chuyển xã này về huyện Thuận Bắc mới thành lập.
Sau khi điều chỉnh địa giới hành chính, xã Phương Hải còn lại 743,20 ha diện tích tự nhiên và 6.149 người.